# Su Gibisin
Su Gibisin è il secondo singolo di Emre Altuğ a essere estratto nel 2004 dall'album Dudak Dudağa.